# Happy Island (Grenadinen)
Happy Island ist eine winzige Insel der Grenadinen und Teil des Staates St. Vincent und die Grenadinen. Sie liegt unmittelbar vor der Ostspitze von Union Island.

## Geographie
Happy Island gehört zu den Grenadinen, einer Inselgruppe der Kleinen Antillen, verwaltungstechnisch gehört sie zum Parish Grenadines. Die Insel liegt nur wenige hundert Meter südlich des Union Island Airport im Newlands Reef und begrenzt zusammen mit Thompson Island den Clifton Harbour nach Osten.